# ترافيس غرانت
ترافيس غرانت (بالإنجليزية: Travis Grant)‏ مواليد 1950 في كلايتون، هو لاعب كرة سلة أمريكي معتزل. بدأ مسيرته الاحترافية في سنة 1972. تم اختياره من قبل فريق لوس أنجلوس ليكرز خلال الدرافت. يبلغ طوله 6 قدم 7 بوصة (2.0 م). اعتزل اللعب في 1976. لعب مع لوس أنجلوس ليكرز وانديانا بايسرز.

## روابط خارجية
- ترافيس غرانت على موقع إن بي أي (الإنجليزية)
- ترافيس غرانت على موقع سبورتس رفرنس (الإنجليزية)
- ترافيس غرانت على موقع ريلجم (الإنجليزية)
- ترافيس غرانت على موقع بروبوليرز (الإنجليزية)
- ترافيس غرانت على موقع قاعة المشاهير الجامعة الوطنية لكرة السلة (الإنجليزية)
- ترافيس غرانت على موقع قاعة ألاباما للمشاهير الرياضية (مؤرشف) (الإنجليزية)